# ستاره شب (فیلم)
ستاره شب (انگلیسی: The Evening Star) یک فیلم آمریکایی ساخته شده در سال ۱۹۹۶ در سبک کمدی-درام می‌باشد. این فیلم دنباله فیلم برنده اسکار ۱۹۸۳ فیلم شرایط مهرورزی می‌باشد.